# Lothar Wallerstein
Lothar Wallerstein (* 6. November 1882 in Prag, Österreich-Ungarn; † 14. November 1949 in New Orleans) war ein Regisseur, Dirigent und Operndirektor österreichischer Herkunft.

## Leben und Wirken

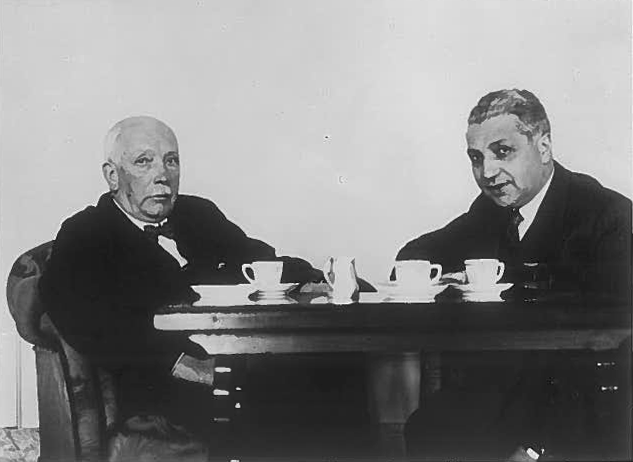
Richard Strauss und Wallerstein

Der Sohn des Kantors Moritz Wallerstein (1847–1906) und seiner Frau Bertha, geb. Reininger, studierte an den Universitäten von Prag und München Medizin, Kunst und Musik und wurde 1906 zum Dr. med. promoviert. Von 1908 bis 1910 besuchte er das Konservatorium in Genf und arbeitete danach als Korrepetitor und Regisseur am königlichen Hoftheater Dresden. Anschließend war er bis 1914 Kapellmeister und Regisseur in Posen. Nach dem Ersten Weltkrieg war Wallerstein Oberspielleiter am Breslauer Opernhaus und später am Theater Duisburg (1922). Zusammen mit Clemens Krauss, dem von 1924 bis 1929 die künstlerische Leitung der Frankfurter Oper oblag, schuf er ein neues, inszenierungsorientiertes Musiktheater. Daneben leitete er die Opernklasse am Hoch’schen Konservatorium.
1927 bis 1938 war Wallerstein Regisseur und Oberspielleiter der Wiener Staatsoper. Neben mehr als 70 anderen Werken inszenierte er hier die Uraufführungen von Strawinskys Oedipus Rex (1928) und des Idomeneo von Mozart (1931) in der gemeinsam mit Richard Strauss geschaffenen vollständigen Neubearbeitung. Ab 1929 war er auch bei den Salzburger Festspielen tätig. Hier inszenierte er 1931 fünf Opern, unter anderen den Rosenkavalier, Die Zauberflöte und Fidelio.
Nach dem Anschluss Österreichs an Nazi-Deutschland musste Wallerstein aufgrund seiner jüdischen Abstammung ins Exil gehen. Er gründete in Den Haag eine Opernschule, musste aber 1940 weiter in USA flüchten, wo er dann 1941 bis 1946 als Oberspielleiter an der Metropolitan Opera New York arbeitete. Nach dem Krieg kehrte er für einige Inszenierungen nach Österreich zurück. Er verstarb während eines Regiegastspiels in New Orleans.

## Gedenken

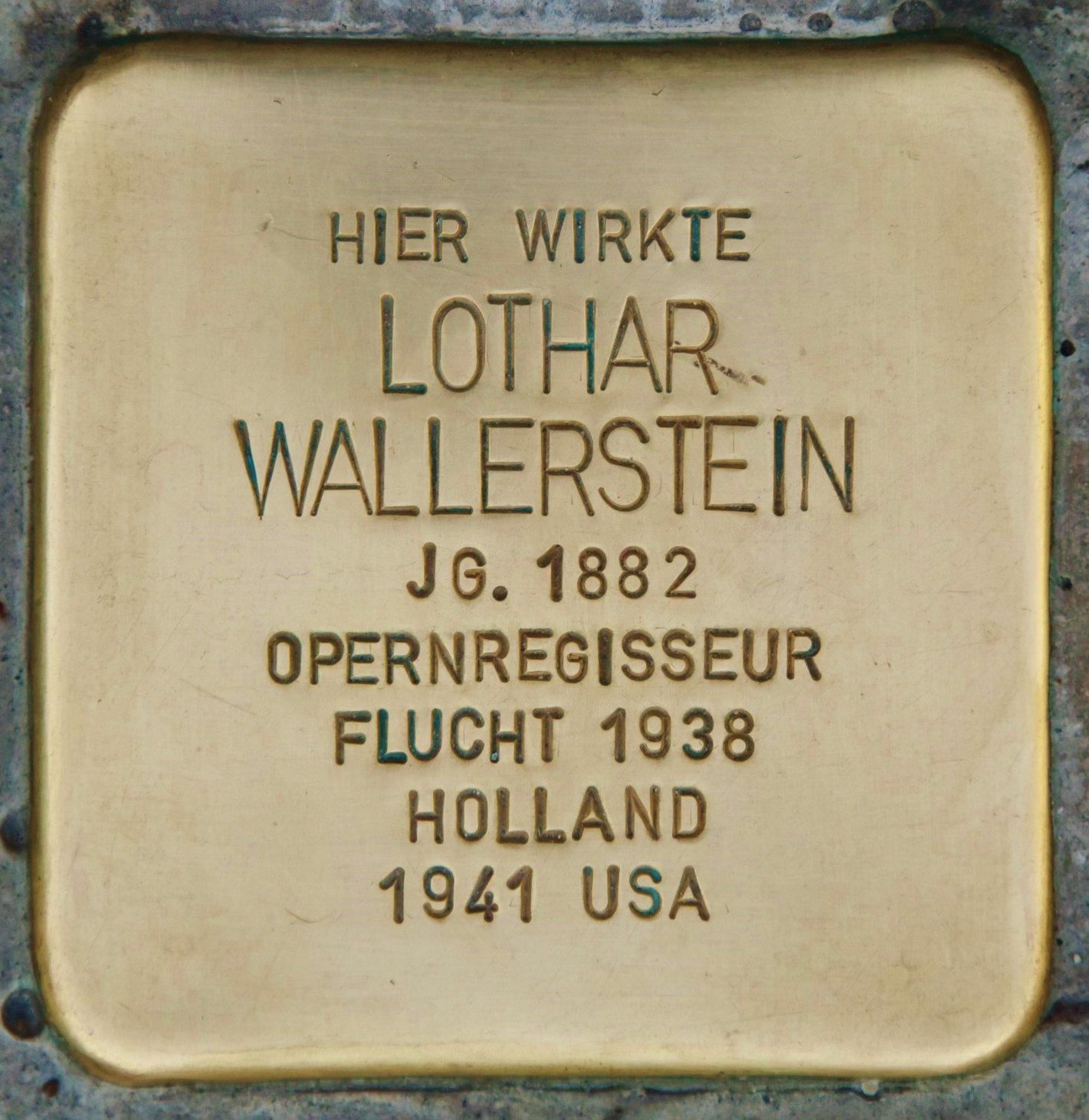
Stolperstein in Salzburg

Am 17. August 2020 wurde durch den Künstler Gunter Demnig vor dem Haus für Mozart in Salzburg ein Stolperstein für Lothar Wallerstein verlegt.